# Anastasia Kelesidouová
Anastasia „Tasoula“ Kelesidouová (řecky Αναστασία Κελεσίδου [anastaˈsia celeˈsiðu], * 28. listopadu 1972 Hamburk, Západní Německo) je bývalá řecká atletka, jejíž specializací byl hod diskem. Na Letních olympijských hrách v Sydney (2000) a LOH v Aténách (2004) získala 2 stříbrné medaile. Během své kariéry vytvořila sedm řeckých rekordů v hodu diskem, nejlépe 67,70 metrů. Její jediné mezinárodní vítězství bylo na Středomořských hrách v roce 1997.